# Álvaro de Abranches da Câmara
D. Álvaro de Abranches da Câmara ou Álvaro Coutinho da Câmara (-1660), senhor do morgado de Abranches, em Almada, foi um nobre, militar e político português;  comendador de São João da Castanheira na Ordem de Cristo; governador de Abrantes, membro da Junta dos Três Estados,, mestre de campo general na Estremadura, e conselheiro de estado e do Conselho de Guerra, governador das armas da Província da Beira e da Província de Entre-Douro-e-Minho incluindo a cidade do Porto.
Ainda novo lutou brilhantemente para o Reino de Portugal quando, em 1625, foi tomada a Bahia, no Brasil, aos holandeses.
Contribuiu muito igualmente para a proclamação de D. João IV, como rei de Portugal, logo no início como um dos Quarenta Conjurados, sendo o primeiro que fez subir a bandeira nacional portuguesa, de novo, em Lisboa, e, assenhoreando-se do castelo de S. Jorge, soltando Matias de Albuquerque e Rodrigo Botelho, conselheiros de fazenda, que estavam ali presos pelos dominadores castelhanos. Depois na Restauração da Independência e durante a Guerra da Restauração, que se lhe seguiu, praticou várias acções de valor na província da Beira, nomeadamente, entrando em Castela, saqueou e incendiou algumas vilas espanholas.
Pertenceu à direcção da Santa Casa da Misericórdia de Almada, sendo seu provedor.
Falecido em 1660, está sepultado na Igreja de São Paulo de Almada

## Ligações genealógicas
Filho de:
- D. Guiomar de Abranches e de D. Francisco da Câmara Coutinho, filho de Rui Gonçalves da Câmara, 1º conde de Vila Franca.

Casou, em 1620, 1.a vez com:
- D. Maria de Lancastre, filha de D. João Lobo da Silveira, 6.º barão de Alvito, e de D. Madalena de Lancastre.

Filhos:
- D. Francisco de Abranches.
- D. Madalena Maria de Lancastre e Abranches casada com D. Miguel Luis de Menezes, 1º conde de Valadares.
- D. Guiomar de Lancastre casada com Luís da Cunha Ataíde, 8º senhor de Povolide e outro dos Conjurados.
- D. Filipa de Lancastre, prioreza do Mosteiro dse Chelas dos Cónegos Regrantes.
- D. Catarina de Lancastre.
- D. Francisca de Lancastre.

Casou 2.a vez com:
- D. Inês de Ávila, sem geração.